# 马维里克站
马维里克站（英語：Maverick station）是波士顿地铁蓝线无障碍车站。车站坐落于东波士顿马维里克广场，是蓝线地下段最东侧的车站。车站由一座岛式站台组成，可以在车站外换乘多条公交线路。车站内地铁线路图上的灯泡指示保丁站和东部高地站之间列车的位置。马维里克站是蓝线翻新改造工程中最后一个改造容纳6节车厢列车的车站。

## 历史

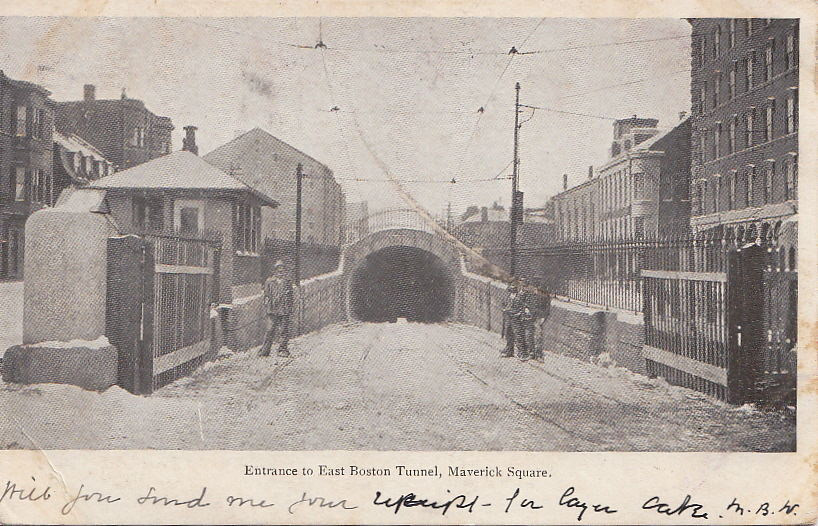
1905年明信片上的马维里克隧道出入口

东波士顿隧道最初与1904年12月30日开通，那时候隧道里通行的是有軌電車。列车从马维里克隧道入口进入跨海隧道开往波士顿市中心。那时候的马维里克广场只有隧道入口，并没有车站。
1924年4月18日周末，东波士顿隧道被改造成地铁，同时开放马维里克站。新建的马维里克站有一个环形轨道，用于有轨电车停靠和转向。但1952年1月4日蓝线里维尔延长线开通后，有轨电车隧道入口关闭，有轨电车不再能够驶入马维里克站。也正是因为曾经有轨电车停靠在车站内，马维里克站的车站站台尤其宽阔。车站西侧被废弃的有轨电车轨道依旧可见。
1998年，马萨诸塞湾交通局开始对车站翻修。:322005年5月5日选定施工承包商。车站翻修并对东波士顿隧道的通风系统也一并进行改进，工程总花费3080万美元。:102005年10月4日施工开始，车站站台延长，重建马维里克广场车站出入口，在刘易斯购物中心附近新增出入口，在广场新增公交专用车道及车站。新车站出入口拥有两部电梯。刘易斯购物中心车站出入口于2007年9月22日竣工，旧马维里克广场出入口随后拆除。马维里克广场新的出入口于2009年竣工。:32工程实际花费5630万美元，其中890万美元是由于马萨诸塞湾交通局设计失误浪费掉的。:8

## 车站结构
| G            | 地面               | 出入口及检票口     |
| B1 蓝线 站台 | 入城               | 往保丁（水族馆）   |
| B1 蓝线 站台 | 岛式月台，两侧开门 |                    |
| B1 蓝线 站台 | 出城               | 往梦幻之地（机场） |

## 公交换乘

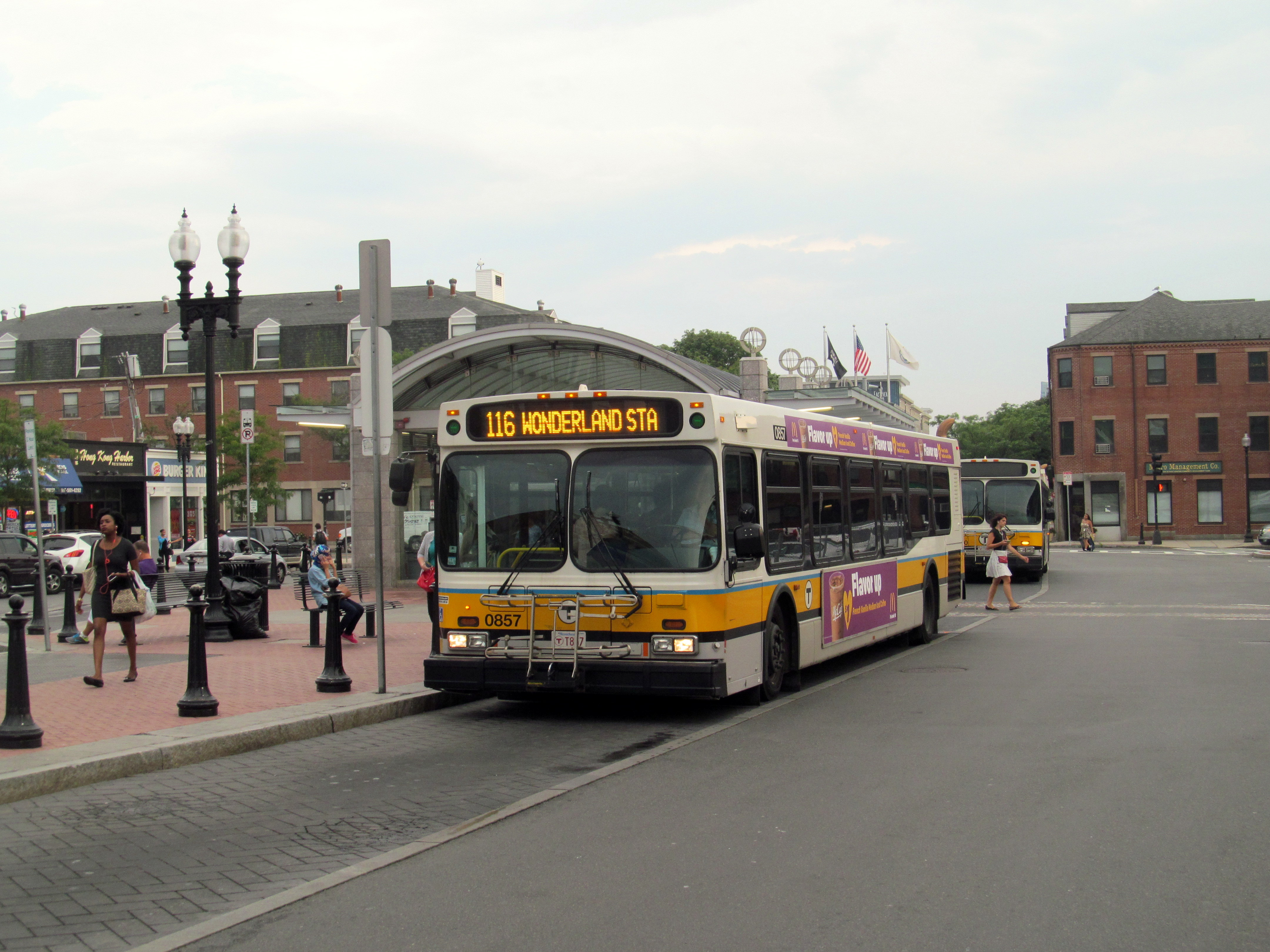
马维里克广场旁的116路公交车（2015年）

马维里克站是蓝线跨过波士顿湾后的第一座车站，因此可以换乘114、116、117、120、121路服务于东波士顿地区的公交。